# Coelioxys pasteeli
Coelioxys pasteeli är en biart som beskrevs av Gupta 1992. Coelioxys pasteeli ingår i släktet kägelbin, och familjen buksamlarbin. Inga underarter finns listade i Catalogue of Life.